# Jean-Antoine Breton
Pour les articles homonymes, voir Breton (homonymie).
Jean-Antoine Breton, né à Privas le 19 mai 1775 et mort à Lyon le 10 février 1836, est un menuisier lyonnais qui participe à la mise au pont du métier Jacquard. 

## Biographie
Jean-Antoine Breton est fils d'un menuisier et le devient lui-même. Il s'installe à Lyon rue des Prêtres et se marie en 1803 avec une ouvrière en moulinage, aussi appelée une ovaliste, qui vient d'une famille de tourneurs sur bois et de mécaniciens. Il déménage rue du Petit-Soulier. Il acquiert une bonne réputation dans sa profession et un collègue Pierre-Henri Laselve, professeur de tissage au Conservatoire des arts de Lyon, le présente à Joseph Marie Jacquard qui travaille alors sur l'amélioration de la mécanique de Vaucanson. Les idées que propose Breton ne sont pas mises en pratique par Jacquard, qui notamment conserve le chariot porte-cylindre. 
Breton se met à construire des mécanique « à la Jacquard » et lorsque le brevet est mis dans le domaine public par un décret de Napoléon, l'améliore sensiblement. Il substitue au chariot un battant vertical à courtes oscillations et invente les ressorts à boudin à la place des crochets et aiguilles. Il reçoit pour sa réalisation un prix d'encouragement de la part de l'Académie de Lyon. 
Ses mécaniques deviennent alors concurrentes de celles de Jacquard. Il les améliore progressivement, parvenant en 1815 à obtenir une mécanique fiable et rapide pour le lissage des dessins des cartons. Il obtient un brevet pour cette invention. Un autre brevet, en 1817, récompense une nouvelle amélioration, rendant plus aisé son fonctionnement. 
Ses machines obtiennent un grand succès ; il engrange de beaux succès commerciaux, avec de nombreuses commandes de la ville de Lyon, et agrandit son affaire avec l'embauche de huit ouvriers pour son atelier rue Saint-Michel. Il achète ainsi une propriété de neuf hectares à Caluire-et-Cuire et y vit de ses rentes.
Breton, contrairement à Jacquard, ne cherche pas à être particulièrement reconnu, et ne part pas à la chasse aux honneurs. Ses innovations sont ainsi progressivement oubliées, tandis que Jacquard acquiert une place à part dans l'imaginaire collectif lyonnais.